# Becedas
Becedas ist ein Ort und eine westspanische Berggemeinde (municipio) mit nur noch 151 Einwohnern (Stand: 2024) im Südwesten der Provinz Ávila in der Autonomen Region Kastilien-León.

## Lage und Klima
Der ca. 1100 m hoch gelegene Bergort Becedas liegt am Río Becedillas ca. 15 km Luftlinie nördlich des maximal 2592 m hohen Gebirgszugs der Sierra de Gredos. Die Provinzhauptstadt Ávila liegt gut 90 km (Fahrtstrecke) nordöstlich; die Stadt El Barco de Ávila ist nur ca. 13 km in südöstlicher Richtung entfernt. Das Klima im Winter ist kühl, im Sommer dagegen gemäßigt bis warm;  Niederschlag (ca. 500 mm/Jahr) fällt – mit Ausnahme der nahezu regenlosen Sommermonate – verteilt übers ganze Jahr.

## Bevölkerungsentwicklung
| Jahr      | 1857  | 1900  | 1950  | 2000 | 2019 |
| Einwohner | 1.264 | 1.489 | 1.659 | 416  | 196  |

Aufgrund der Mechanisierung der Landwirtschaft, der Aufgabe bäuerlicher Kleinbetriebe und dem damit einhergehenden Verlust an Arbeitsplätzen ist die Einwohnerzahl der Gemeinde seit den 1950er Jahren deutlich rückläufig (Landflucht).

## Wirtschaft
Das wirtschaftliche Leben der Gemeinde ist in hohem Maße agrarisch orientiert – früher wurde Getreide zur Selbstversorgung ausgesät; Gemüse stammte aus den Hausgärten und auch Viehzucht wurde betrieben. Seit den letzten Jahrzehnten des 20. Jahrhunderts spielt der ländliche Tourismus (turismo rural) eine immer bedeutsamer werdende Rolle im Wirtschaftsleben der Gemeinde.

## Geschichte

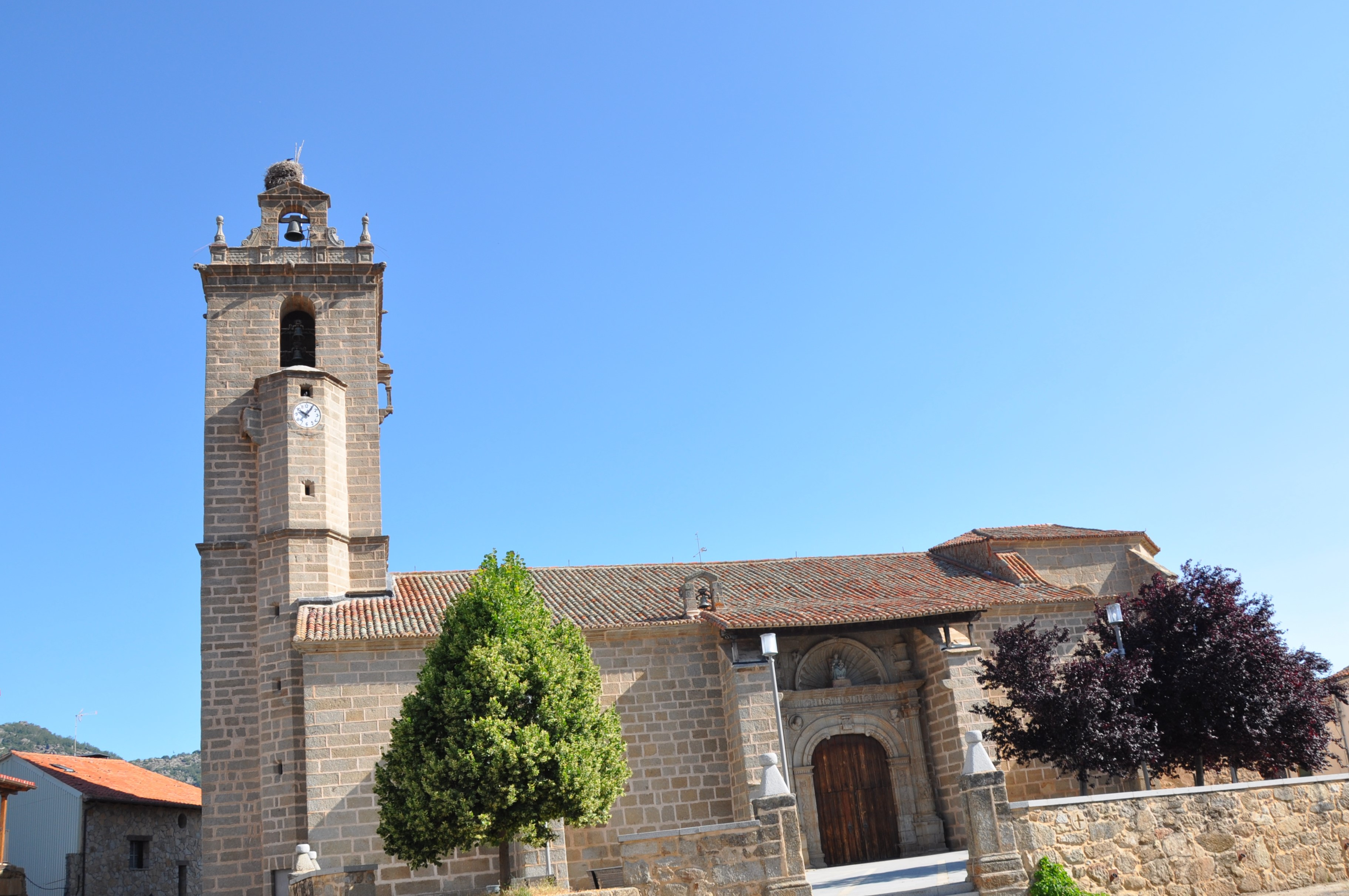
Becedas – Kirche

Obwohl der Ort zum ehemaligen Siedlungsgebiet der Vettonen gehörte, wurden bislang weder keltische noch römische, westgotische oder maurische Funde entdeckt. Man muss daher annehmen, dass das hochgelegene Gebiet jahrhundertelang nur als Sommerweide für die Herden der Transhumanten diente und erst nach der Rückeroberung (reconquista) Ávilas im 11. Jahrhundert allmählich besiedelt wurde. Seit dem 15. Jahrhundert gehörte das Gebiet zur Grundherrschaft (señorio) der Herzöge von Béjar. Im weiteren Verlauf der frühen Neuzeit wurde es von Piedrahita aus verwaltet.

## Sehenswürdigkeiten

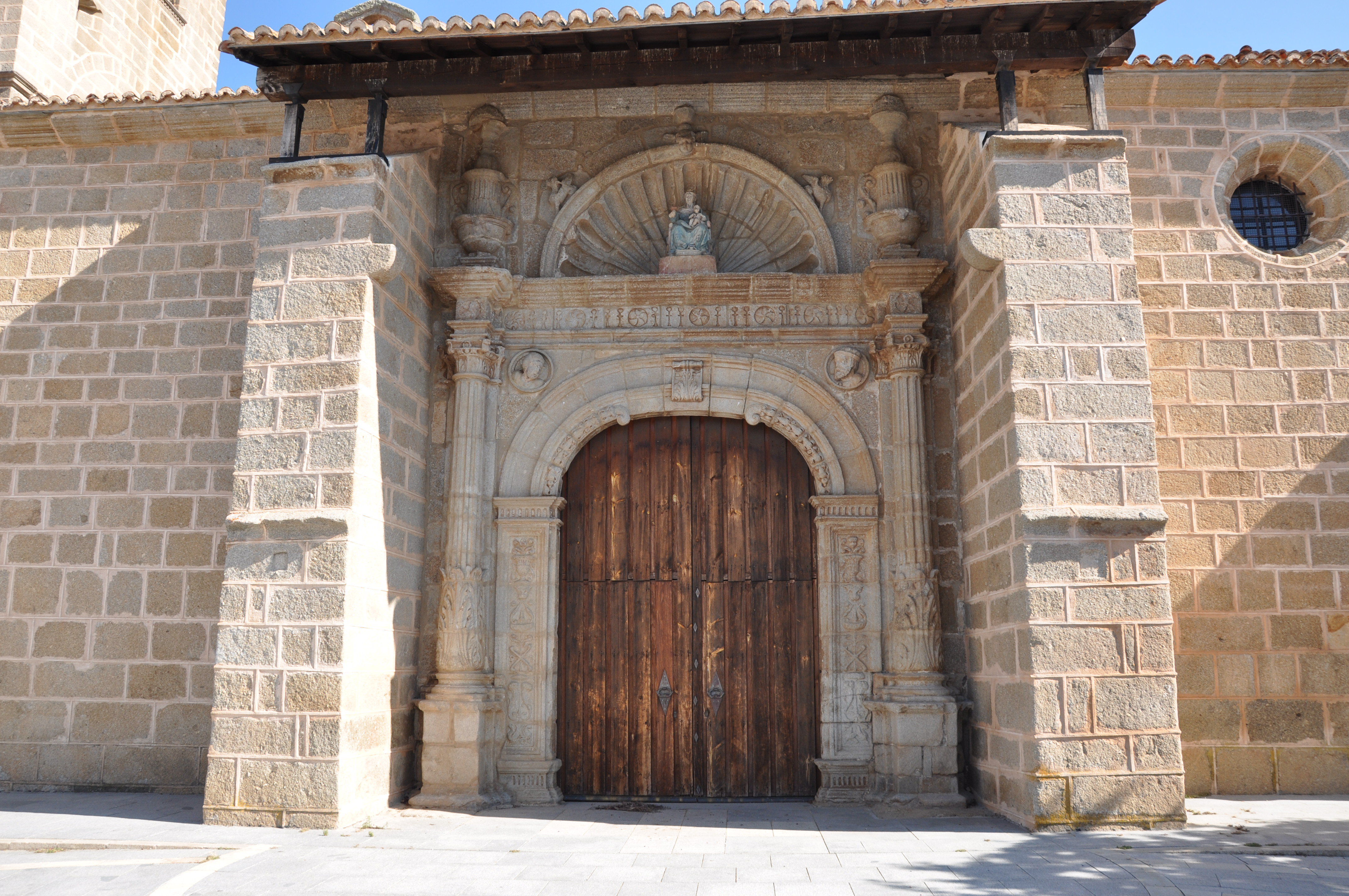
Portal der Kirche

- Im Ort stehen noch mehrere zweigeschossige Fachwerkhäuser mit umlaufenden Balkonen, wie sie häufiger in der benachbarten Bergregion anzutreffen sind.
- Die Iglesia de la Inmaculada Concepción ist der Unbefleckten Empfängnis Mariens geweiht. Der Bau aus der Zeit um 1500 wurde von den Herzögen von Béjar in Auftrag gegeben, die hier im Jahr 1616 eine Hochzeit veranstalteten. Diesem Ereignis ist sicherlich das durch ein Vordach geschützte Renaissance-Portal auf der Südseite mit seinen kannelierten Säulen und einem muschelförmigen Bogenfeld zu verdanken. Medaillons mit Köpfen scheinen das Brautpaar zu porträtieren. Während das Kirchenschiff (nave) mit seinen Schwibbögen holzgedeckt ist, verfügen Chorjoch und Apsis über spätgotische Sterngewölbe. Die Apsis wird nahezu vollständig von einem imposanten Altarretabel eingenommen.[4]